# Camarera de piso
La camarera de piso, mucama de piso, en ocasiones camarera de habitación o camarera de hotel, en argot, en España, queli, keli o kelly, es la trabajadora que limpia y mantiene las habitaciones y espacios comunes en un establecimiento hotelero. Las camareras de pisos son mayoritariamente mujeres que ocupan una de las categoría más bajas en la jerarquía laboral y salarial del sector turístico y hotelero. Según Oxfam la mayoría de las camareras de piso en el mundo son mujeres pobres que son explotadas, con largas jornadas de trabajo, mal pagadas, con altas tasas de lesiones y acoso sexual en el trabajo.

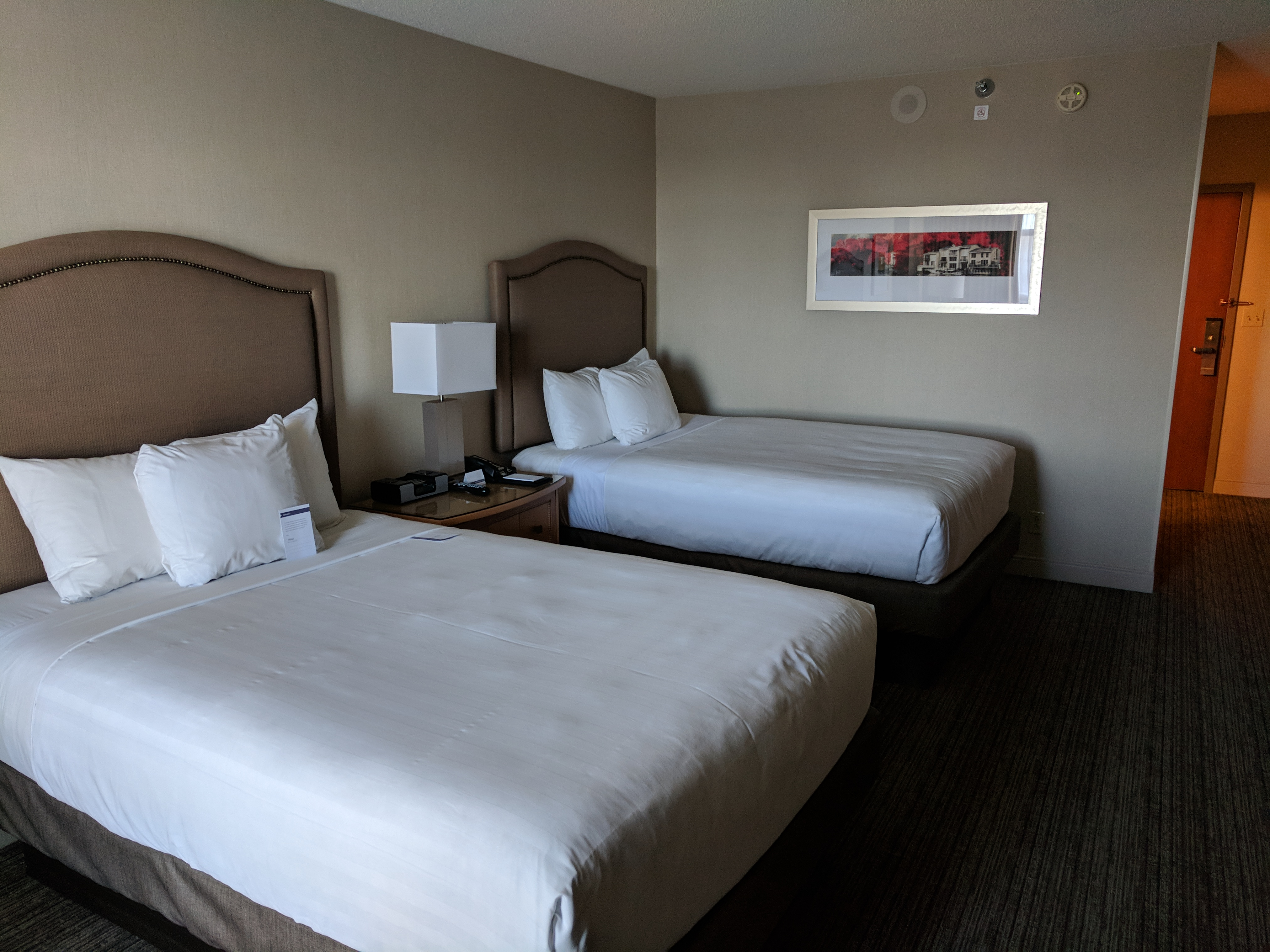
Habitación de hotel limpiada y preparada por la camarera de piso

## Funciones de las camareras de piso
Las funciones de las camareras de piso, dependiendo de los convenios laborales de los distintos países, pueden ser las siguientes:
- Limpieza y arreglo de las habitaciones, pasillos y zonas comunes;
- Controlar el material y los productos de los clientes y comunicar a sus responsables las anomalías en las instalaciones y los objetos perdidos;
- Realizar la atención directa al cliente en las funciones propias de su área;
- Preparar, transportar y recoger materiales y productos necesarios para la limpieza y mantenimiento de habitaciones y áreas públicas e internas;
- Arrego de las salas para reuniones, convenciones.
- Realizar las labores propias de lencería y lavandería.

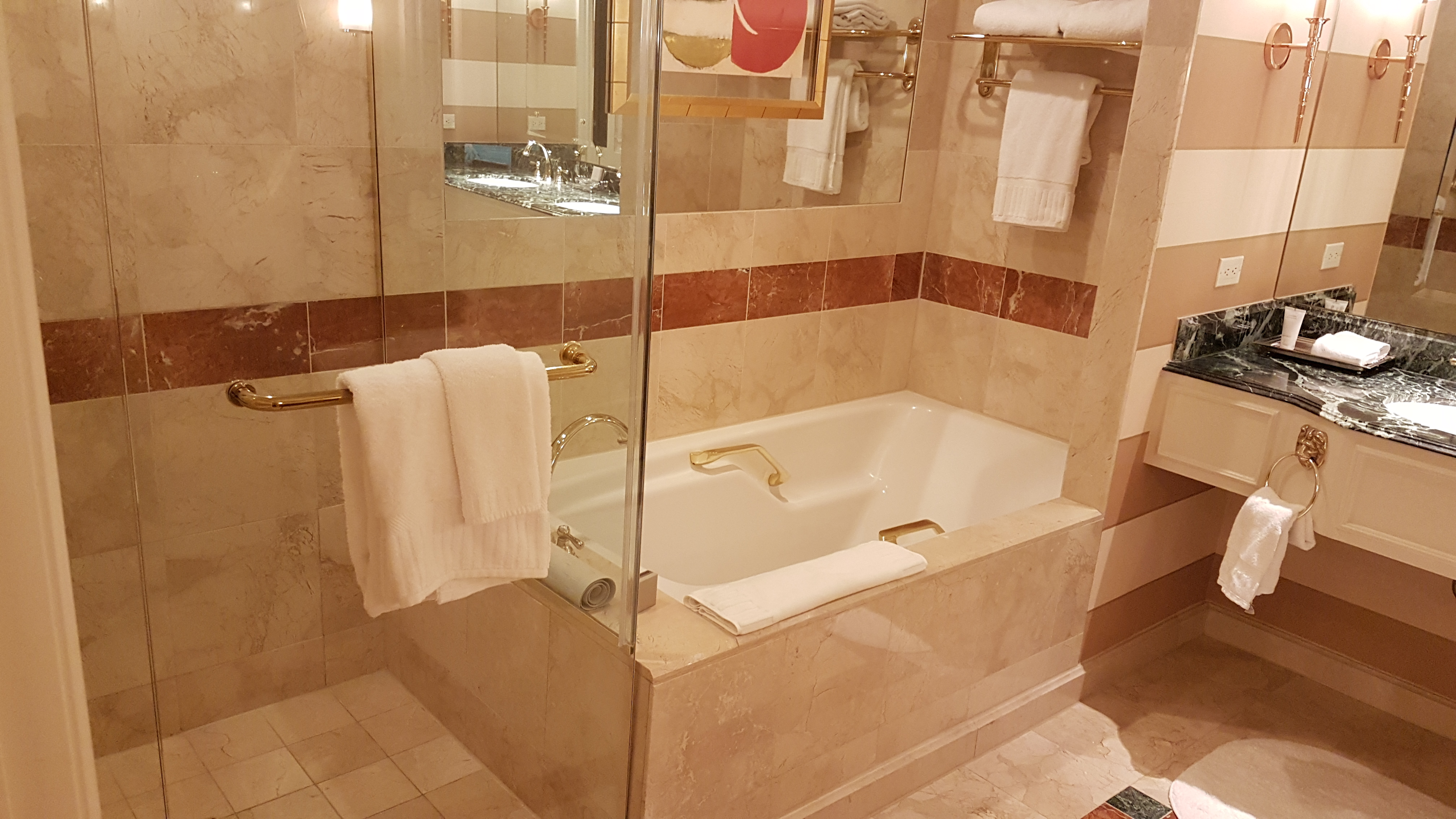
Baño de un hotel limpiado y preparado por una camarera de piso

## Situación laboral y de salud y seguridad en el trabajo
La situación laboral, retributiva y de salud y seguridad en el trabajo va a depender del nivel de protección que recojan la legislación laboral y los colectivos o leyes de desarrollo de los distintos países. En general es un colectivo desprotegido y con muy malas condiciones de trabajo. Algunas de estas situaciones son las siguientes:
- En ocasiones se subcontratan sus servicios lo que les suele disminuir la retribución y las condiciones de trabajo.
- En los hoteles grandes el número de habitaciones asignados es mayor con el consiguiente estrés.
- Las posturas forzadas que habitualmente tienen que ejercer tienen riesgos ergonómicos importantes.
- Las tareas con mayor riesgo son:
  - los empujes y arrastres en la manipulación de carros de limpieza y ropa;
  - el transporte de cargas a más de un metro, como material de limpieza, ropa de cama, etcétera;
  - fuerzas aplicadas a escurrir tirazos, fregonas;
  - movimientos repetitivos en la limpieza de cristales, mamparas y otros elementos así como la manipulación manual de cargas.
- Muchos hoteles no evalúan los riesgos para la salud y la seguridad en el trabajo.
- La mayoría de riesgos físicos son por trastornos músculo-esqueléticos por movimientos repepetitivos y forzados.
- Los riesgos psicosociales son poco valorados por los hoteles. Estos tienen que ver con el ritmo de trabajo, la presión, la falta de autonomía temporal que debe adecuarse a cada persona y situación; trabajos repetitivos y monótomos, resultando una gran insatisfacción. Es necesario ampliar descansos, cambiar de activididad, mejorar el mobiliario para facilitar las tareas y utilizar un material adecuado.
- A mayor edad aumentan las alteraciones de salud asociadas riesgos físicos y factores de riesgo psicosociales. Las molestias físicas percibidas (zona dorsal-lumbar de la espalda así en los hombros, brazos y cuello) aumentan según la edad y la antigüedad en el trabajo.

## Camareras de piso por países

### Personal de piso hotel en Argentina
En Argentina, la camarera o camarero de piso pertenece al departamento de piso Hotel. Realiza funciones similares a las de otros países: acondicionar pisos, áreas públicas, salones y demás dependencias; preparar y disponer en condiciones operativas el office así como realizar servicios de lavandería y tintorería.
Tanto las grandes compañías multinacionales como las medianas y pequeñas empresas de la actividad turística utilizan métodos en su gestión operativa no siempre éticos con respecto a sus colaboradores/as.
Con la excusa de ser un sector económico con un fuerte componente estacional que utiliza mano de obra poco calificada, justifica que la normalidad laboral del sector sea la temporalidad. 
La realidad es que en el detrás de escena se esconde una realidad laboral  perversa porque la precariedad del trabajo provoca un fuerte deterioro de las condiciones de salud física y psíquica de las/os trabajadoras/es. Se ha comprobado que las mismas trabajadoras/es muchas veces, desconocen cómo cuidarse, a consecuencia de la poca o ninguna valoración del puesto de trabajo. 
Además del dolor físico, lesiones y enfermedades que ocasiona realizar una tarea sin la respectiva capacitación, ejecutar trabajos con un alto ritmo de ejecución y con alta presión por plazos urgentes de finalización puede generar lesiones físicas, estrés y/o ansiedad. 
Se debe lograr tomar conciencia plena del cuidado del cuerpo, dado que el cuerpo es la principal herramienta de trabajo en el sector. 
Lo más importante es prevenir la aparición de trastornos músculo-esqueléticos (tmes) controlando los riesgos que alteran las condiciones de trabajo del sector. 
Para lo cual es necesario instalar una verdadera Cultura de Prevención en la actividad para salvaguardar las condiciones de trabajo y mejorar la Salud de las trabajadoras/es del sector.
Cada hotel, de acuerdo con su categoría, establece un estándar de limpieza para que sea aplicado como procedimiento para limpiar las habitaciones. 
Para las empresas, estos procedimientos de limpieza conllevan un tiempo determinado, -módulo de tiempo que cambia de acuerdo con el tipo de limpieza que se aplica en la habitación (habitaciones a limpio o a diario)-. 
Por lo tanto, el resultado de la producción diaria dependerá indefectiblemente, de los tiempos que demandan esos procedimientos de limpieza establecidos, la dimensión y características de las habitaciones (ventanas, puertas, vidrios, materiales a limpiar y tipo de mobiliario) y todas las cuestiones inherentes a la calidad de servicio que ese establecimiento ofrece. 
Argentina es uno de los pocos países en el mundo que establece cantidad de habitaciones a limpiar por una/un camarera/o de piso en la jornada laboral CCT 389/04 UTHGRA - FEHGRA.

### Camareras de piso en Cuba
En Cuba, el sector turístico y hotelero tiene gran importancia económica y el colectivo concreto de las camareras de piso tiene una problemática similar a otros países. Los retos son mejorar las disfunciones físicas que claramente produce su trabajo.

### Camareras de piso en España
En 2016, en España había más 100 000 mujeres que trabajaban de camareras de piso y que constituyen el 30 % de la plantilla global del sector turístico y hotelero. Desde la década de 2010, este colectivo ha protagonizado numerosas protestas y denuncias exigiendo mejoras en sus condiciones de trabajo que sean recogidas en los convenios colectivos del sector de hostelería. En 2016, se creó la Asociación Las Kellys en defensa de sus derechos.
Trabajan en condiciones laborales penosas, de salud, horario y salario y, en muchas ocasiones, infrahumanas. En 2015, el sector turístico español aportó a la economía española 124 000 millones de euros, lo que representan un 11,7 % del PIB español. En muchas ocasiones deben medicarse diariamente para soportar los dolores provocados por años de movimientos repetitivos y sobrecarga física enfrentándose a intensas jornadas con limitaciones para comer, ir al baño o realizar pausas de descanso. En temporada alta no tiene días de descanso.
En 2018, el Gobierno y los agentes sociales acordaron el reconocimiento de las enfermedades profesionales de las camareras de pisoe.

### Camareras de piso en México
Como en otros países, en México las camareras de piso también sufren la externalización de sus trabajos a empresas secundarias, lo que empeora sus contratos tanto en lo salarial como en otros aspectos.